# 馬哈努魯區
馬哈努魯區，是馬達加斯加的行政區，位於該國東部，由阿齊那那那區負責管轄，首府設於馬哈努魯，面積3,968平方公里，2011年人口225,954，人口密度每平方公里57人。